# 墨魚丸
墨魚丸是利用碎墨魚肉及豬肉拌入生粉製成的肉丸，表面色澤潔白，入口富有彈性，口感爽脆，是火鍋的食品之一，也常見於廣東粉麵餐廳，常拌以湯粉麵一起食用。
墨魚丸做法是先去掉墨魚有顏色的部分，後分開成小塊。把豬肉放入滾水中煮熟後取出並冷卻切粒。再把切碎的墨魚肉拌爛，然後與調味料攪拌至起膠，加入豬肉拌勻，放入生油中加溫至熟。
墨魚丸有很多種類，如廣東、港式墨魚丸、潮州墨魚丸(当地叫墨斗丸)、海南墨魚丸、台灣花枝丸、日式燒墨魚丸等。